# Nando Vitali (scrittore 1898)
Nando Vitali (Firenze, 11 giugno 1898 – Firenze, 26 marzo 1977) è stato uno scrittore, drammaturgo e poeta italiano, autore di canzonette.

## Biografia

### Commedie dal 1926 al 1930
Nel 1926 Nando Vitali esordì al Teatro della Pergola di Firenze con la commedia Lo zio d'America, ed ebbe il consenso della critica. Nel 1927 al Teatro Alfieri di Firenze fu rappresentata la commedia Filodrammatici e al Teatro Verdi si tenne Brigata Firenze, che mostrava scene di fiorentini al fronte.
Nel dicembre 1927 al Teatro Alfieri si iniziò a rappresentare la commedia Bisognino fa trottar la vecchia, che ebbe venti repliche. Nel 1929 fu rappresentata la commedia Ragazzaccio e si formò il Gruppo degli Amici del Teatro Fiorentino. All'Alfieri andò in scena la commedia del Vitali intitolata Il sor Antonio e, nel dicembre, Il supplizio di Tantalo, riproposta poi col titolo Cappone, commedia che presentò la figura di un popolano che non sa fare altro per vivere se non piccoli furti.
Nel 1930 Nando Vitali mise in scena la commedia musicale Il gatto in cantina, musicata da Salvatore Allegra.

### La Commedia Fiorentina
Con Lo zio d'America del Vitali iniziarono le pubblicazioni della rivista mensile La Commedia Fiorentina, fondata da Arminio Messeri, che uscì fino al 1933.

### Commedie scritte dal 1934 al 1956
Nel 1934 fu rappresentata La bella vivandiera, seguita, nel 1939, da Clizia di Niccolò Machiavelli e poi da Uno dei nostri, le cui scene rievocano la figura di Antonio Meucci, con ambientazioni nei pressi di New York.
Nel 1947 Vitali scrisse insieme a Raffaello Niccòli la commedia San Friano street, che fu rappresentata al teatro fiorentino Radar, sorto nell'ex sede della Gioventù Italiana del Littorio e divenuto poi il Cinema-Teatro Cristallo, in Piazza Beccaria a Firenze. Nel 1950, nell'occasione del novantesimo anniversario del Corpo dei Vigili Urbani, fu rappresentata la commedia intitolata Vigili Urbani, che ebbe molto successo. In seguito fu rappresentato l'atto unico Paciocco e, dopo cinque anni di allontanamento dalle scene, la commedia in tre atti Firenze...Orvieto...Amore, che fu rappresentata al Teatro-Giardino di Piazza d'Azeglio nel 1956.

## Testi di canzonette
Alcuni testi di canzonette scritte dal Vitali furono:
- Sul filobus di Fiesole
- Ne avevo una
- Signora Beatrice
- La Serenataccia
- Stornelli di Primavera
- Bimbe d'America
- Il secchio e la fontana
- Quel garofano blu
- L’è un po’ bruttina

Molte canzonette di Vitali sono state interpretate da Riccardo Marasco, noto cantore e menestrello fiorentino.

## Opere
Nel 1965 fu pubblicato, in soli trecento esemplari, dagli allievi grafici dell'Istituto Tecnico Industriale "Leonardo Da Vinci" di Firenze, il libro del Vitali intitolato I racconti del giglio rosso, comprendente dodici scene riguardanti fatti e personaggi fiorentini, illustrate da Marcello Guasti.